# Mirjana Bjelogrlić-Nikolov
Mirjana Bjelogrlić-Nikolov (serbisch-kyrillisch: Мирјана Бјелогрлић-Николов; * 1961 in Belgrad, Jugoslawien) ist eine serbische Fernsehjournalistin und Autorin.

## Leben
Nach Abschluss ihres Diplomstudiums an der Philologischen Fakultät der Universität Belgrad begann Mirjana Bjelogrlić-Nikolov ihre mittlerweile langjährige Tätigkeit als Journalistin für den öffentlich-rechtlichen Rundfunksender Radio-Televizija Srbije. Sie war von 2006 bis 2015 Chefredakteurin der Kulturredaktion des Senders und unter ihrer Leitung entstand die neue Sendung des Kulturjournals (Kulturni Dnevnik).
Die Autorin von zwei Prosabänden erhielt für ihr schriftstellerisches Erstlingswerk Geschichten für einen langweiligen Nachmittag (Priče za dosadno popodne) den renommierten Isidora-Sekulić-Preis.

## Bibliografie
- Priče za dosadno popodne (Geschichten für einen langweiligen Nachmittag), Verlag Filip Višnjić, Belgrad 2007, ISBN 978-86-7363-517-0.
- Šegrt lovca na vetrove (Der Windjäger Šegrt), Službeni glasnik, Belgrad 2013, ISBN 978-86-519-1784-7.[3]